# محمودآباد (بخش مرکزی تربت حیدریه)
محمودآباد، تربت حیدریه روستایی در دهستان بالاولایت، بخش مرکزی شهرستان تربت حیدریه در استان خراسان رضوی است.
جمعیت این روستا در سال ۱۳۸۵، ۲۷ نفر بوده‌است.